# 披肩 (外套)

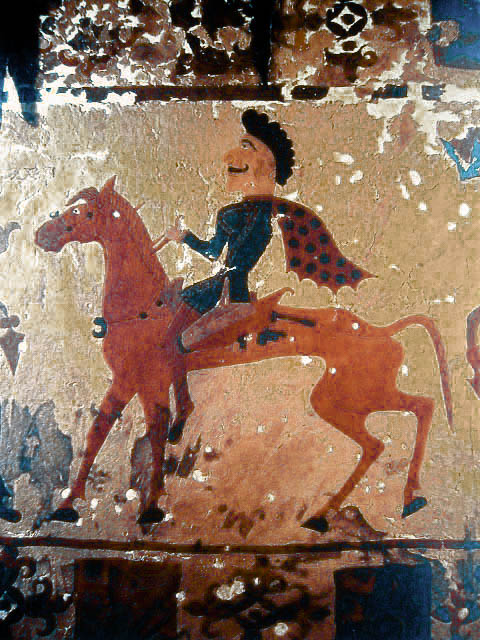
公元前300年，一名穿著披肩的男子

披肩是一種无袖的外套，它可以覆蓋穿戴者的背部、手臂和胸部。披肩與斗篷的區別是披肩長度一般至肩部、腰部或臀部附近，而斗篷長度可以到達腳踝。披肩在中世紀的歐洲很常見。